# Ungerundeter offener Vorderzungenvokal
Lautliche und orthographische Realisierung des ungerundeten offenen Vorderzungenvokals in verschiedenen Sprachen:
- Französisch [⁠a⁠]: a; i in der Kombination oi; e vor mm, nn manchmal
  - Beispiele: avoir [avwaʀ], déjà [deʒa], lapin [lapɛ̃], femme [fam]

- Das (lange wie das kurze) a im Standard-Deutschen ist ein Zentralvokal – kein Vorderzungenvokal. Sowohl in bairischen[1] als auch in niederdeutschen Dialekten[2] kommt er jedoch regelmäßig vor.
  - Beispiele: Wassermassen [ˈʋɑsɐmasn̩] (in Altbayern), nah [naː] (in vielen Teilen Österreichs)